# Emigdio de Áscoli
San Emigdio (Emidio, Æmedius, Emigdius) (Tréveris, c. 279 - Ascoli Piceno, 5 de agosto de 303 o 309) fue un obispo cristiano venerado como santo y mártir. La tradición establece que fue asesinado durante las persecuciones de Diocleciano.

## Leyenda
Su leyenda establece que era un pagano natural de Tréveris que abrazó el cristianismo. Viajó a Roma y curó a la hija paralítica de su huésped Graciano, que recibió en la isla Tíber. La familia de Graciano también se convirtió al cristianismo.
Emigdio también curó a un ciego. La gente de Roma creyó que era hijo de Apolo y lo llevó por la fuerza al templo de Asclepio, en la isla del Tíber, donde curó numerosos enfermos. Emigdio se declaró a sí mismo cristiano, de todas maneras, y empezó a destrozar las estatuas de Asclepio.  También convirtió al cristianismo a numerosas personas por lo que enfureció al prefecto de la ciudad. 
El Papa Marcelo I lo convirtió en obispo y lo envió a Ascoli Piceno. En el camino a Ascoli, Emidgio hizo numerosas conversiones, y realizó un milagro en el que hizo brotar agua de una montaña tras llegar a un precipicio.  Polimio, el gobernador local, intentó convencerle para trabajar para Júpiter y Angaria, la patrona de Ascoli. Para ello le ofreció la mano de su hija, la bella Policía. Al momento, Emigdio la bautizó en las aguas de Tronto, junto a muchos otros. 
Airado, Polimio lo mandó decapitar en el lugar que actualmente ocupa la iglesia de Sant'Emidio Rosso, al igual que a sus seguidores Eupolo, Germano y Valentino. Una vez ejecutada la pena, Emigdio permaneció de pie con su cabeza en las manos. Después del martirio de Emigdio, sus seguidores atacaron el palacio de Polimio y lo mataron.

## Veneración
Su hagiografía fue escrita con total seguridad por un monje franco del siglo XI, después del redescubrimiento de las reliquias del santo, que se conservan en un viejo sarcófago. De todas maneras, su hagiografía se le atribuye a su discípulo Valentino, que fue martirizado junto a él. El culto a San Emigidio es antiguo, documentado por las iglesias dedicadas a él desde el siglo VIII. El traslado de las reliquias desde las catacumbas de Sant'Emidio alla Grotte a la cripta de la catedral, ocurrió probablemente sobre el año 1000 bajo la dirección de Bernardo II, obispo de Ascoli.
En 1703, un terremoto violento ocurrió en las Marcas, pero no afectó en la ciudad de Ascoli Piceno.  La salvación de la ciudad fue atribuida a Emigdio y su intercesión es invocada para salvar los terremotos. Como resultado de este evento, la iglesia dedicada al santo se construyó en 1717. Además, muchas ciudades lo toman como patrón, erigiendo estatuas en su honor en las iglesias de L'Aquila (1732), Cingoli (1747), San Ginesio (1751) y Nocera Umbra (1751).
Se considera que Emigdio ha protegido Ascoli de otros peligros. Se dice, por ejemplo, que una horripilante visión suya impidió a Alarico I destruir la ciudad en 409, y que as tropas de Conrado II abandonaron la región en 1038 a causa de una plaga; asimismo,  Bernardo I, obispo de Ascoli, invocó la ayuda del santo para detener la plaga.

## Galería

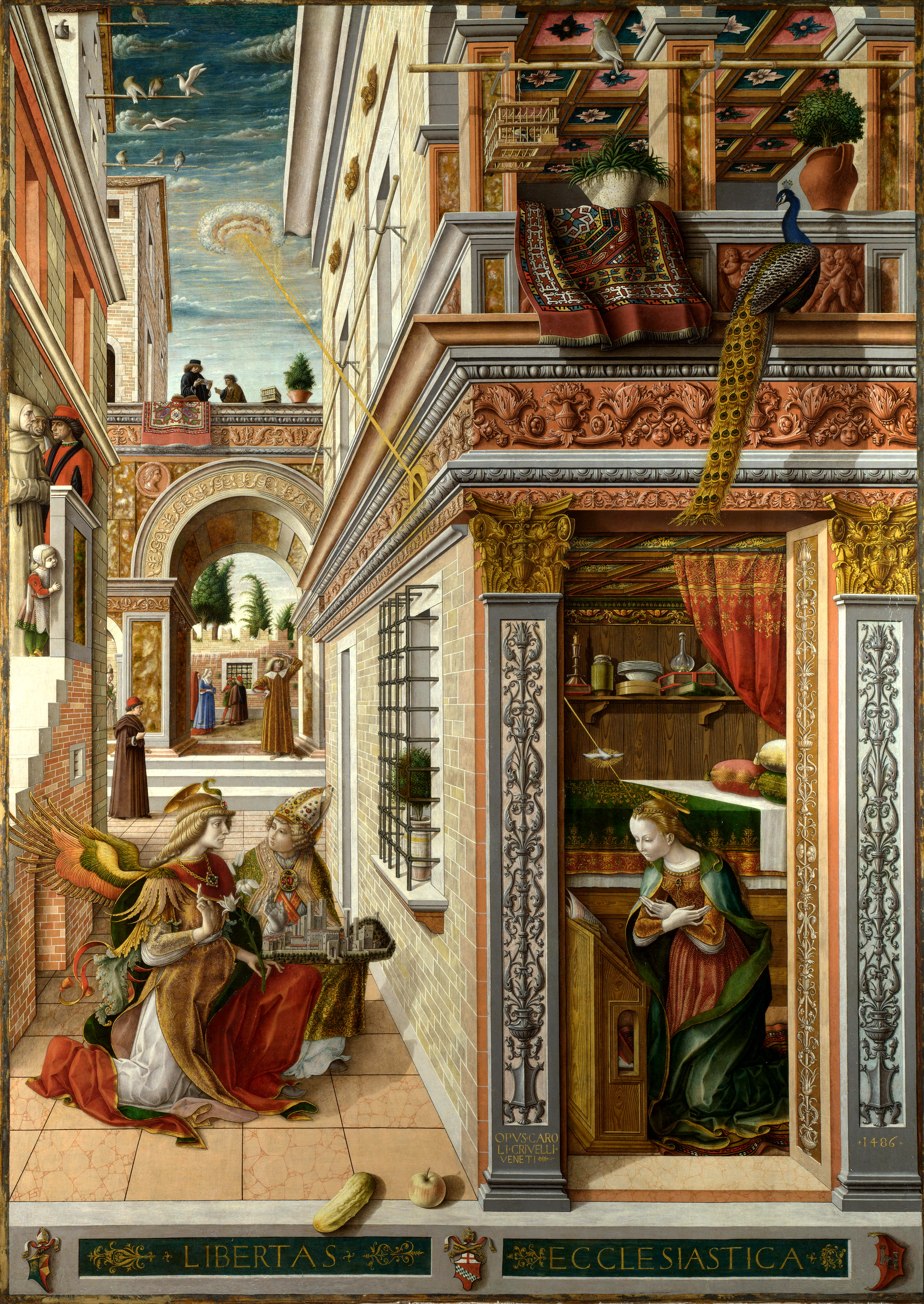
Anunciación con San Emigdio (1486).  Carlo Crivelli.
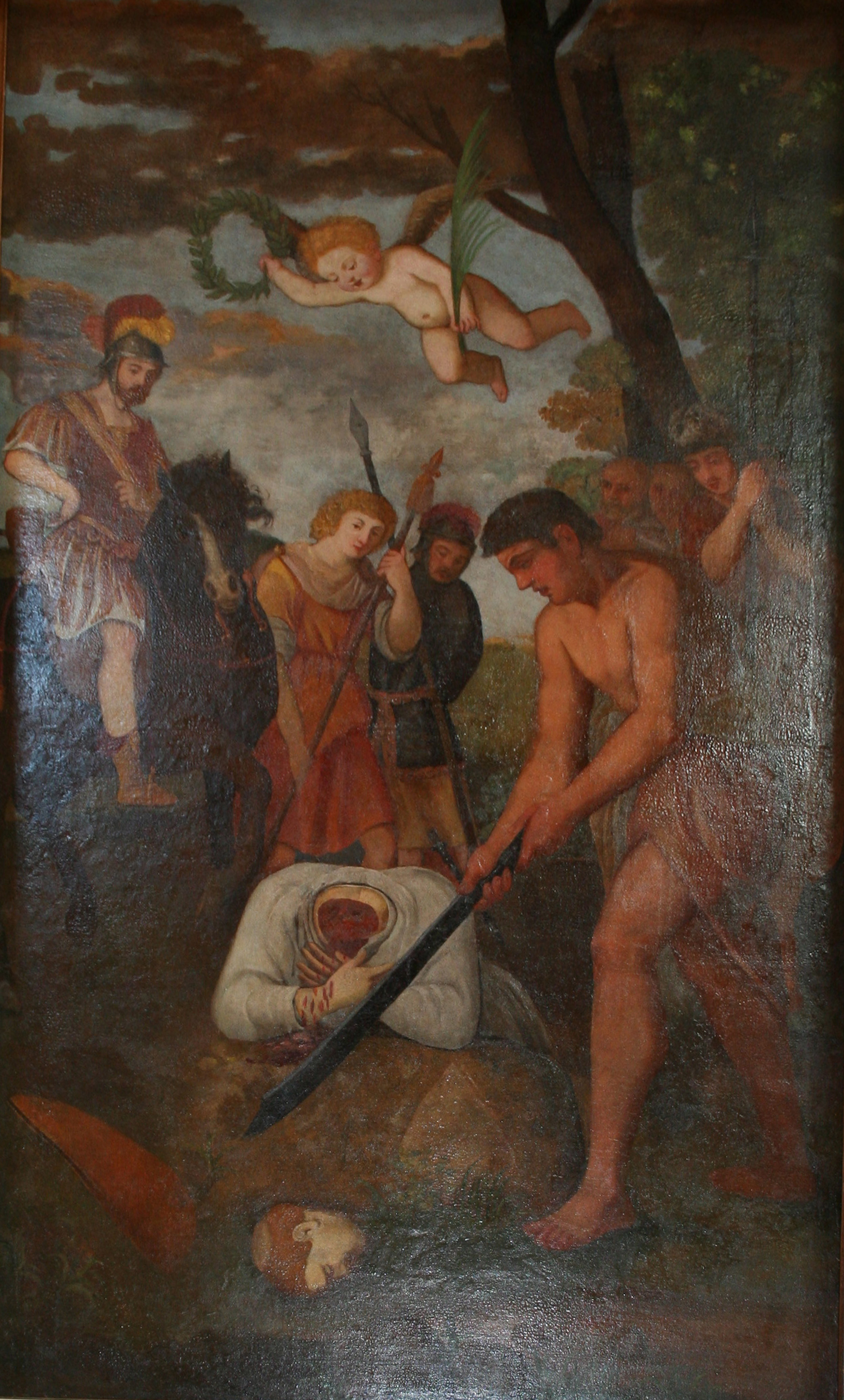
La decapitación de San Emigdio
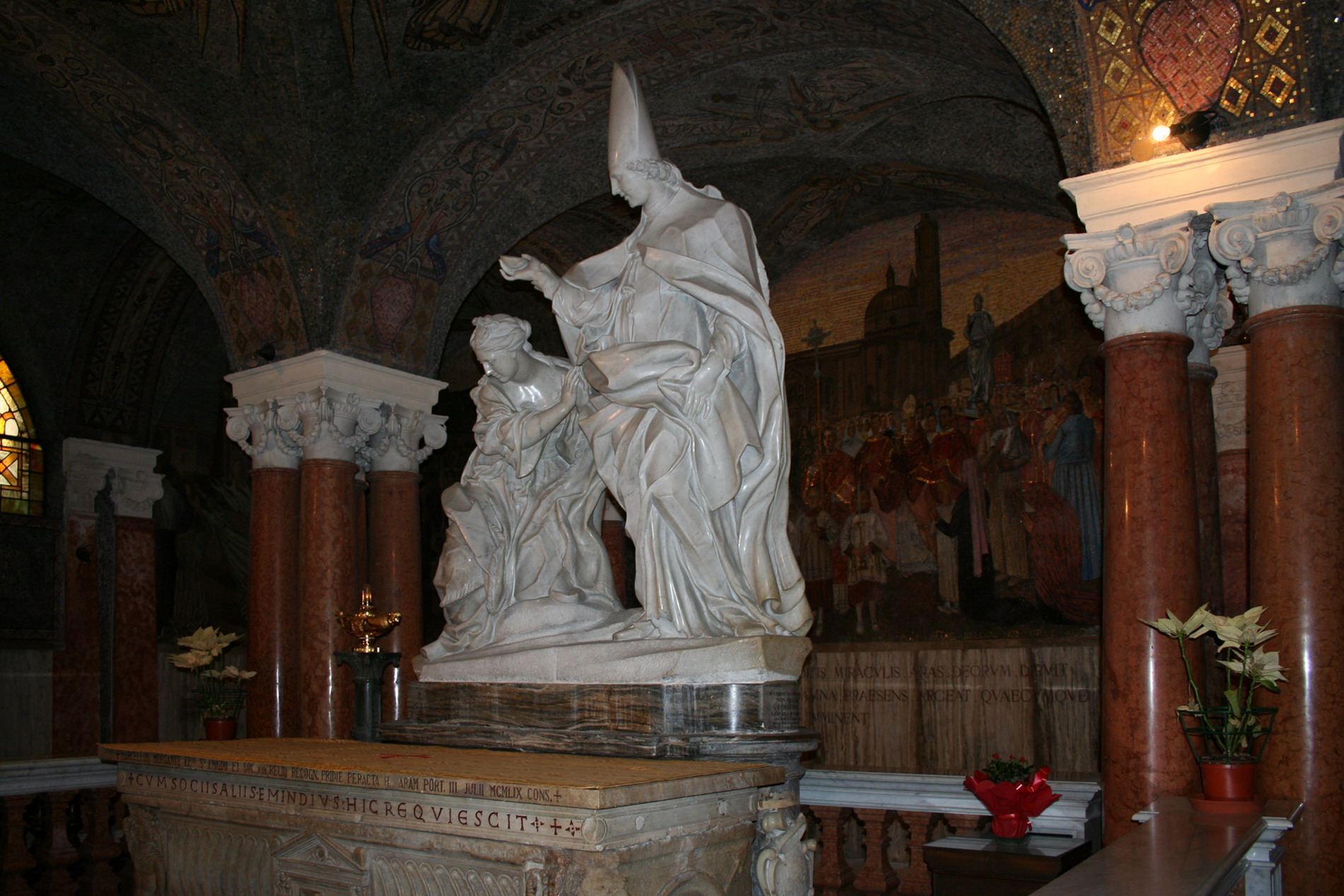
Estatua de San Emidgio convertiendo Policía
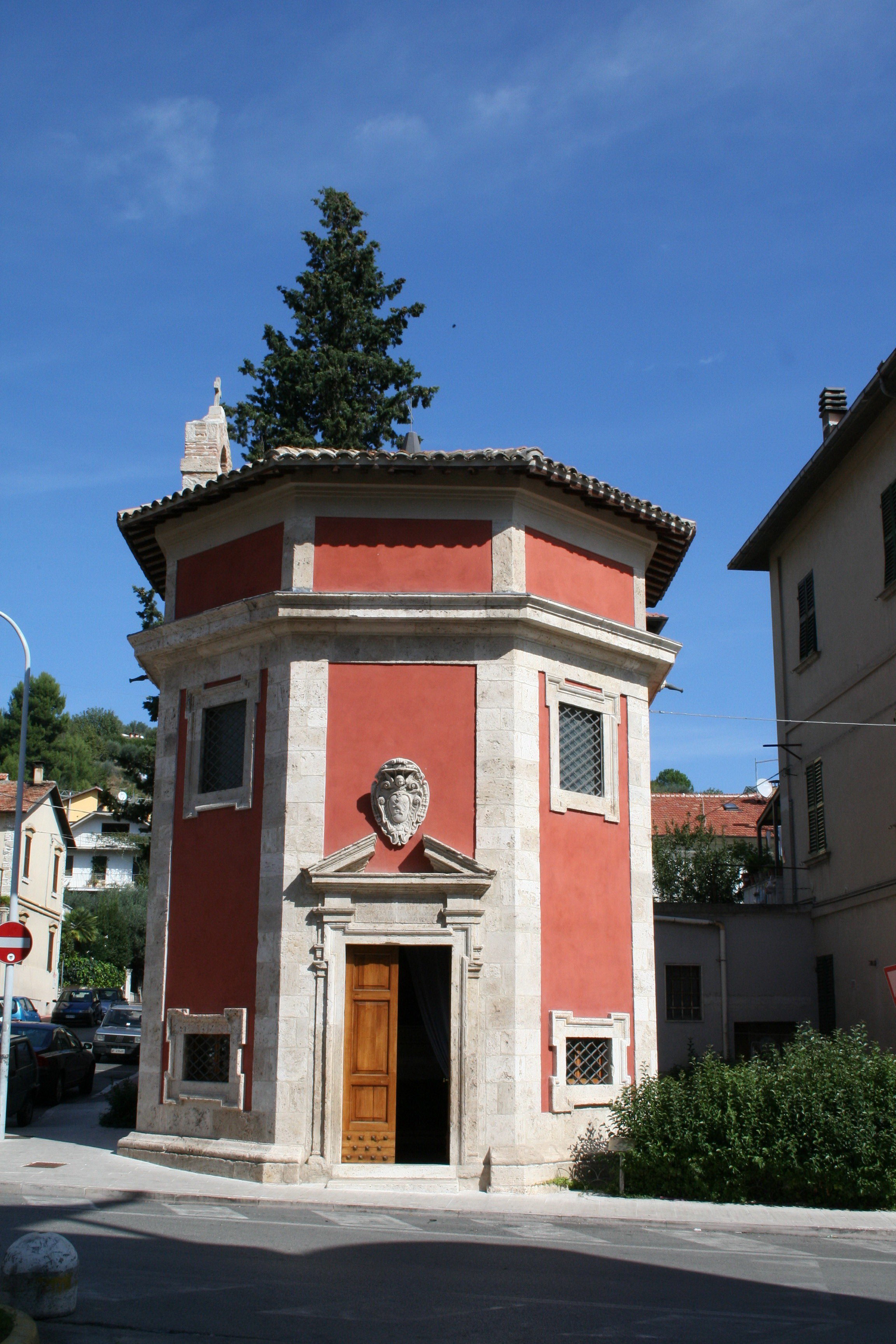
Tempietto di Sant'Emidio Rosso, Ascoli Piceno, construido sobre el supuesto martirio del santo.